# Make Way for Willie Nelson
Make Way for Willie Nelson — п'ятий студійний альбом американського співака Віллі Нельсона, представлений у травні 1967 року під лейблом RCA Records. Сингл «One in a Row» — єдина оригінальна пісня Нельсона — досягла дев'ятнадцятого місця у Billboard Hot Country Singles, а сам альбом — дев'ятого у Billboard Hot Country Albums.

## Передісторія
Станом на 1966 рік Нельсон дедалі більше розчаровувався звучанням своїх записів у RCA, які не передавали всіх емоцій його живих виступів. Продюсер Чет Аткінс часто коригував звучання пісень музиканта, додаючи характерні риси звучання Нешвілла шістдесятих років. «Ти заходиш у студію, — згадував співак, — і за тобою стоять шість хлопців, які ніколи раніше не чули твоєї музики, і неможливо відчути її за три години. Принаймні для мене це було правдою». Протягом перших місяців 1966 року Аткінс делегував сесії іншим продюсерам через свій насичений графік, а в березні наступну сесію Нельсона було призначено штатному продюсеру RCA Records Фелтону Джарвісу, який тільки починав продюсувати Елвіса Преслі.

## Список пісень
| Сторона 1 | Сторона 1                        | Сторона 1  |
| #         | Назва                            | Тривалість |
| --------- | -------------------------------- | ---------- |
| 1.        | «Make Way for a Better Man»      | 2:01       |
| 2.        | «Some Other World»               | 2:11       |
| 3.        | «Have I Stayed Away Too Long?»   | 3:06       |
| 4.        | «Born to Lose»                   | 2:39       |
| 5.        | «Lovin' Lies»                    | 3:02       |
| 6.        | «You Made Me Live, Love and Die» | 2:53       |

| Сторона 2 | Сторона 2                                | Сторона 2  |
| #         | Назва                                    | Тривалість |
| --------- | ---------------------------------------- | ---------- |
| 1.        | «What Now My Love»                       | 3:13       |
| 2.        | «Teach Me to Forget»                     | 2:53       |
| 3.        | «Mansion on the Hill"»                   | 3:02       |
| 4.        | «If It's Wrong to Love You»              | 2:21       |
| 5.        | «Have I Told You Lately That I Love You» | 3:06       |
| 6.        | «One in a Row»                           | 2:34       |

## Учасники запису
- Віллі Нельсон — гітара, вокал;
- Джеррі Рід — гітара;
- Рой Гаскі молодший — бас;
- Велма Сміт — гітара;
- Джеррі Сміт — фортепіано;
- Джонні Буш — гітара;
- Джиммі Дей — сталева гітара;
- Вейд Рей — скрипка;
- Білл Вокер — аранжування до «Make Way for a Better Man» та «One in a Row»;
- Джим Маллой — інженер;

## Чарти

### Тижневі чарти
| Чарт (1975)                  | Найвища позиція |
| ---------------------------- | --------------- |
| Billboard Top Country Albums | 9               |

### Сингли
| Single         | Чарт                          | Найвища позиція |
| -------------- | ----------------------------- | --------------- |
| «One in a Row» | Billboard Hot Country Singles | 19              |